# Kuk, Tolmin
Kuk este o localitate din comuna Tolmin, Slovenia, cu o populație de 30 de locuitori.